# Brecht Moreels
Brecht Moreels (21 april 1987) is een Belgische voetballer. Hij speelt sinds 2013 voor KSV Sottegem. 
Brecht Moreels is een centrale verdediger en de broer van - (ex)- KV Oostende spits Wouter Moreels. Hij kreeg zijn jeugdopleiding bij KSV Sottegem & Club Brugge. Met KSV Sottegem werd hij kampioen in vierde nationale. Na afloop van de competitie 2008/2009 maakte hij, net als zijn broer Wouter, de overstap naar Eendracht Aalst. Hij volgde daarmee ook zijn vroegere coach Kris Van Der Haeghen die enkele maanden eerder hetzelfde deed. Brecht Moreels werd aangetrokken om Dennis Dessaer centraal in de verdediging te vervangen. In het jaar 2010/2011 speelde hij kampioen met Eendracht Aalst in derde nationale.
Van 2011 tot 2013 speler van SK Terjoden-Welle in 4e nationale waarmee 2 keer de eindronde werd bereikt.
In het jaar 2013/2014 terug speler van KSV Sottegem in 3e provinciale waar men kampioen speelde en dus vanaf 2014/2015 actief in 2e provinciale van Oost-Vlaanderen.
Sinds 2015/2016 kapitein bij de club en in het jaar 2016/2017 opnieuw kampioen na een tweestrijd met KVV Windeke.